# Van Nuys High School
La Van Nuys High School è  una scuola secondaria (High school) fondata nel 1914, con sede a Van Nuys, Los Angeles, stato della California. 